# Kamienica (Jizerské hory)
Kamienica je rozložitá zalesněná hora v polské části Jizerských hor vysoká 973 m n. m. Je to nejvyšší hora Kamenického hřbetu (Grzbiet Kamienicki) a s prominencí 206 metrů také druhá nejprominentnější hora polské části Jizerských hor.

## Poloha
Tyčí se 4 km severo-severovýchodně od Wysoke Kopy, nejvyšší hory celých Jizerských hor, 8 km východo-jihovýchodně od lázeňského města Świeradów-Zdrój a 20 km západně od města Jelení Hora.

## Přístup
Kamienica je přístupná od rozcestí Rozdroże Izerskie, kterým prochází silnice č. 358 a které se nachází v sedle mezi Kamenickým hřbetem a Vysokým jizerským hřebenem, jemuž dominuje Wysoka Kopa. Od tohoto rozcestí vede na sever modře a žlutě značená cesta. Modrá značka odbočuje po necelých 400 metrech doleva, ale žlutě značená cesta Stóg Izerski-Rębiszów pokračuje rovně a po dalších 3 kilometrech se dostává na hřeben Kamenického hřbetu. Od tohoto místa je vrchol 500 metrů na východo-jihovýchod, přístupný neznačeným průsekem. Celková vzdálenost z Rozdroże Izerskie jsou 4 km s převýšením 206 metrů (Rozdroże Izerskie je klíčovým sedlem Kamienice, takže převýšení odpovídá hodnotě prominence).